# Inactiva (CPU)
Un processador d'ordinador es descriu com a inactiu quan cap programa no l'utilitza.
Cada programa o tasca que s'executa en un sistema informàtic ocupa una certa quantitat de temps de processament a la CPU. Si la CPU ha completat totes les tasques, està inactiva.
Els processadors moderns utilitzen el temps inactiu per estalviar energia. Els mètodes habituals són reduir la velocitat del rellotge juntament amb la tensió de la CPU i enviar parts del processador a un estat de repòs. En els processadors que tenen una instrucció d'aturada que atura la CPU fins que es produeix una interrupció, com ara la instrucció HLT de x86, pot estalviar quantitats importants d'energia i calor si la tasca inactiva consisteix en un bucle que executa repetidament instruccions HLT.

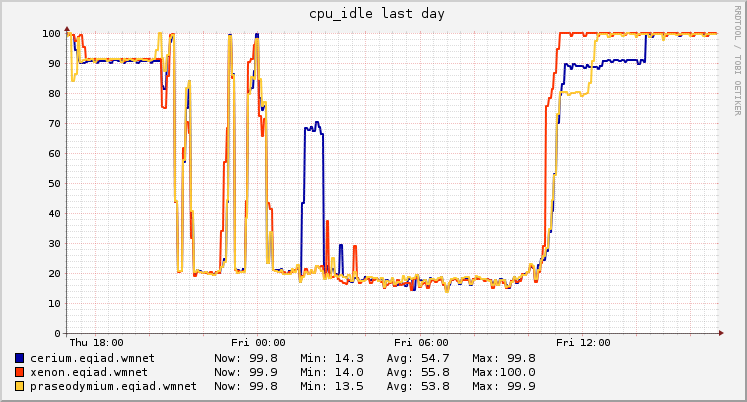
Cassandra escriu 12 cpu inactiva

Molts sistemes operatius, per exemple Windows, Linux, i macOS executaran una tasca inactiva, que és una tasca especial carregada pel programador del sistema operatiu en una CPU quan la CPU no té res a fer. La tasca inactiva es pot codificar en dur al programador o es pot implementar com una tasca independent amb la prioritat més baixa possible. Un avantatge d'aquest últim enfocament és que els programes que controlen l'estat del sistema poden veure la tasca inactiva juntament amb totes les altres tasques; un exemple és el procés d'inactivitat del sistema de Windows NT.
Alguns programes estan dissenyats per semblar que fan ús del temps d'inactivitat de la CPU, és a dir, que s'executen amb una prioritat baixa (però una mica més alta que la prioritat d'inactivitat) per no afectar els programes que s'executen amb una prioritat normal. Això permet que els programes en segon pla no crucials només s'executin quan no afectarien el rendiment d'altres aplicacions.